# Jeremy Rifkin

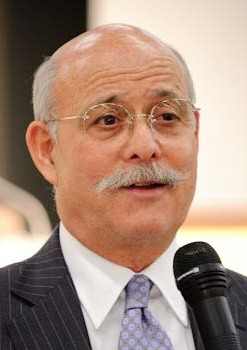
Jeremy Rifkin (2009)

Jeremy Rifkin (* 26. Januar 1945 in Denver, Colorado) ist ein US-amerikanischer Ökonom, Publizist sowie Gründer und Vorsitzender der Foundation on Economic Trends (FOET; Sitz in Washington, D.C., USA). Er unterrichtet unter anderem an der Wharton School der Universität von Pennsylvania und galt als Visionär einer Wasserstoffwirtschaft.

## Biografie
Rifkin erwarb einen Bachelor of Science in Ökonomie an der Wharton School. In seinen Büchern beschreibt er die Auswirkungen des wissenschaftlichen und technischen Wandels auf Arbeitswelt, Wirtschaft, Gesellschaft und Umwelt. Essays und Kommentare aus Rifkins Feder erscheinen in Blättern wie The Guardian und der Los Angeles Times, im deutschsprachigen Raum zum Beispiel in der Süddeutschen Zeitung.
Am 14. November 2013 bekam Rifkin in Berlin für sein maßgebliches Wirken, Arbeiten und Gestalten bei weltweit energierelevanten Themen den Energy-Award-Sonderpreis „Energizer des Jahres“ verliehen.
Rifkin ist außerdem seit Jahren ein engagierter Aktivist gegen die Biotechnologie in den USA, wie das Klonen, die genetische Veränderung von Pflanzen, Bio-Patente oder den Einsatz von Rinder-Somatotropin in der Milchproduktion.

## Rezeption
Rifkins Arbeit ist umstritten. Gegner haben ihm einen Mangel an Wissenschaftlichkeit vorgeworfen. Der Harvard-Wissenschaftler Stephen Jay Gould bezeichnete Rifkins Buch Algeny aus dem Jahr 1983 als geschickt konstruierte anti-intellektuelle Propaganda, die sich als Wissenschaft verkleide. Kritisiert wird auch, dass Rifkin komplexe Modellierungen entwirft, aber kein „detailliert ausgearbeitetes sozio-ökonomisches Gesellschaftsmodell“ beschreibt.
Unter den Verfechtern neoliberaler Gesellschafts- und Wirtschaftskonzepte stößt er auf harsche Kritik, und von Wissenschaftlern wurde er in den 1980er Jahren als Luddit charakterisiert. Rifkins Prognosen werden auch als Argument für eine radikale Verkürzung der Arbeitszeit verwendet.
Seine Bücher wurden in mehr als 20 Sprachen übersetzt. In Deutschland ist er vor allem durch Das Ende der Arbeit und ihre Zukunft (1997, das Original erschien 1995) bekannt geworden. Andere Titel wie etwa Die empathische Zivilisation werden von Rezensenten kritisch gesehen, weil er zum Beispiel Empathie als „Quantenerfahrung“ bezeichnet und eine „westliche Fortschrittsgläubigkeit“ propagiert. In Bezug auf seine Interpretation des Begriffs Spiegelneuronen schreibt ein Rezensent von „neuen Erkenntnissen, dass Spiegelneuronen im Gehirn des Menschen für den Aufbau der Gefühlswelt grundlegende Strukturen bereit halten.“ Außerdem diskutiert Rifkin mehrere Theorien aus der Psychologie. Dabei werden ihm Fantasien und Extremvorstellungen vorgeworfen. Die FAZ schrieb: „Wir sind ja den Missbrauch des Quantums als Superlativ gewohnt, ...“
Der französische Sozialphilosoph André Gorz kritisierte anhand des Buches The Age of Access, Rifkins Beispiele „erklären kaum, wie und warum es dazu kam – und worum es jetzt geht.“ Er befasse sich weniger mit dem Widerstand, den die neue ökonomische Form des Kapitalismus bei den Menschen erzeuge, sondern widme sich vor allem der Alltagskultur. Eine weitere Kritik wirft Rifkin vor, seinen Beiträgen läge ein Technikdeterminismus zugrunde.
Der Berliner Kulturwissenschaftler Byung-Chul Han bezeichnete Rifkins Projektionen als Hirngespinste. Andere Berichterstatter vermissen den Realitätsbezug seiner Thesen.

## Bücher und Aussagen
In The End of Work (1995; deutsch Das Ende der Arbeit und ihre Zukunft) verweist Rifkin darauf, dass es durch den Produktivitätszuwachs in den vorangegangenen zwei Jahrzehnten zu einem dramatischen Verschwinden von Fabrikarbeitsplätzen gekommen sei und damit die lohnabhängige unselbstständige Arbeit zu ihrem Ende käme. Dies gelte trotz des Wirtschaftswachstums im selben Zeitraum. Anhand weltweiter Wirtschaftsdaten wurde prognostiziert, dass sich diese Entwicklung fortsetzen wird. Rifkin erwartete, dass bis 2010 nur noch 12 % der arbeitenden Menschen in der Industrieproduktion eingesetzt werden. Bis 2020 würden es nur noch 2 % sein. Rifkin sah ein großes Potential im Nonprofitsektor, der durch „Steuerumschichtung“ finanziert werden müsse. Er forderte eine stärkere Besteuerung von natürlichen Ressourcen. Das Buch wurde ein weltweiter Bestseller.
The Age of Access (2000; deutsch Access) beschäftigt sich mit dem Einfluss der Globalisierung auf die kulturelle Identität und warnt vor der vollständigen Ökonomisierung unseres Lebens. Kernthese: Das Industriezeitalter sei endgültig vorüber, der Kapitalismus ändere sich radikal. „Access“, der rasche Zugang und Zugriff auf Ideen, Güter und Dienstleistungen zähle in der bereits sich heute herausbildenden Zugangsgesellschaft mehr als dauerhafter und schwerfälliger Besitz. Rifkin entwirft das Bild vom „Zeitalter des Zugangs“. Er verwendet außerdem den Begriff Proteische Persönlichkeit, mit dem er durch moderne Kommunikationsmittel sozial vernetzte Personen bezeichnet, die auf dem Weg zu einer Entindividualisierung sind, und bezieht sich dabei auf Jean Baudrillard. Das Buch wurde mit zwei Preisen ausgezeichnet: dem Arthur Andersen Business Book Award und dem Bruno-Kreisky-Preis für das politische Buch im Jahr 2000.
Rifkin verwendet den Begriff Zugangsgesellschaft (englisch access society) in einer anderen Bedeutung als Jonathan Simon. Er bezeichnete damit einen gesellschaftlichen Wandel, der unter anderem durch das Internet ausgelöst wurde.
The Hydrogen Economy (2002; deutscher Titel: Die H2-Revolution) zeichnete die Vision einer Wasserstoffwirtschaft und trieb die Debatte um den Wandel der Energiewirtschaft zum Beispiel durch Hybridantriebe voran. In der bisherigen Abhängigkeit der Wirtschaft vom Erdöl sah Rifkin große Gefahren. Kritisiert wird das Fehlen von Aussagen, woher der Wasserstoff in den notwendigen Mengen kommen soll.
In Der europäische Traum (2004) reflektierte Rifkin über transatlantische Unterschiede und skizzierte die Entwicklung der Europäischen Union (EU). Auch dieses Buch provozierte kontroverse Debatten. Rifkin erhielt für das Buch 2005 in Deutschland den Literaturpreis Corine.
In dem im August 2014 auch auf Deutsch erschienenen Buch Die Null-Grenzkosten-Gesellschaft (englischer Titel: The Zero Marginal Cost Society: The Internet of Things, the Collaborative Commons) vertritt Rifkin die These, dass sich angesichts weltweiter Vernetzung durch globale Kommunikation und Informationsaustausch die Grenzkosten der Erstellung zusätzlicher Güter und Dienstleistungen gegen Null entwickeln würden. Er spricht davon, dass mit der Entwicklung hin zu einer neuen Wirtschaftsordnung namens collaborative commons (dt. „kooperierende Allmende“, sinngemäß etwa Gemeinsames Wirtschaften) die Voraussetzungen für eine „dritte industrielle Revolution“ vorlägen.

## Schriften (Auswahl)

### Bücher
- Jeremy Rifkin, Ted Howard: Entropie – ein neues Weltbild. Nachwort von Nicholas Georgescu-Roegen, Hoffmann und Campe, Hamburg 1982, ISBN 3-455-08712-4.
- Jeremy Rifkin: Genesis zwei. Biotechnik – Schöpfung nach Mass. Rowohlt, Reinbek 1986, ISBN 3-499-18489-3.
- Jeremy Rifkin: Kritik der reinen Unvernunft. Pamphlet eines Ketzers. Rowohlt, Reinbek 1987, ISBN 3-499-18317-X.
- Jeremy Rifkin: Uhrwerk Universum. Die Zeit als Grundkonflikt des Menschen. Knaur, München 1990, ISBN 3-426-04081-6.
- Jeremy Rifkin: Das Imperium der Rinder. Campus-Verlag, Frankfurt/New York 1994, ISBN 3-593-35047-5.
- Jeremy Rifkin: Das Ende der Arbeit und ihre Zukunft. Fischer-Taschenbuch-Verlag, Frankfurt 1997, ISBN 3-596-13606-7.
- Jeremy Rifkin: Das biotechnische Zeitalter. Die Geschäfte mit der Genetik. Goldmann, München 2000, ISBN 3-442-15090-6.
- Jeremy Rifkin: Access. Das Verschwinden des Eigentums. Warum wir weniger besitzen und mehr ausgeben werden. Campus-Verlag, Frankfurt/New York 2000, ISBN 3-593-38374-8.
- Jeremy Rifkin: Die H2-Revolution. Wenn es kein Öl mehr gibt… Mit neuer Energie für eine gerechte Weltwirtschaft. Fischer-Taschenbuch-Verlag, Frankfurt 2005, ISBN 3-596-16029-4.
- Jeremy Rifkin: Der Europäische Traum. Die Vision einer leisen Supermacht. Fischer-Taschenbuch-Verlag, Frankfurt 2005, ISBN 3-596-16970-4.
- Jeremy Rifkin: Die empathische Zivilisation. Wege zu einem globalen Bewusstsein. Campus-Verlag, Frankfurt/New York 2010, ISBN 3-593-38512-0.
- Jeremy Rifkin: Die dritte industrielle Revolution. Die Zukunft der Wirtschaft nach dem Atomzeitalter. Campus-Verlag, Frankfurt/New York 2011. ISBN 978-3-593-39452-7.
- Jeremy Rifkin: Die Null-Grenzkosten-Gesellschaft. Das Internet der Dinge, kollaboratives Gemeingut und der Rückzug des Kapitalismus. Campus-Verlag, Frankfurt/New York 2014. ISBN 978-3-593-39917-1.
- Jeremy Rifkin: Der globale Green New Deal. Warum die fossil befeuerte Zivilisation um 2028 kollabiert und ein kühner ökonomischer Plan das Leben auf der Erde retten kann. Campus Verlag, Frankfurt am Main 2019. ISBN 3-593-51135-5.
- Jeremy Rifkin: Das Zeitalter der Resilienz. Leben neu denken auf einer wilden Erde. Campus Verlag, Frankfurt am Main 2022. ISBN 978-3-593-50664-7.

### Aufsätze
- Woodrow W. Clark II, Jeremy Rifkin, A green hydrogen economy. Energy Policy 34, Ausgabe 17, (2006), 2630–2639, doi:10.1016/j.enpol.2005.06.024.
- Woodrow W. Clark, Jeremy Rifkin, Todd O’Connor, Joel Swisher, Tim Lipman, Glen Rambach, Hydrogen energy stations: along the roadside to the hydrogen economy. Utilities Policy 13, Ausgabe 1, (2005), 41–50, doi:10.1016/j.jup.2004.07.005.
- Die dritte Säule der neuen Gesellschaft. Das Informationszeitalter rottet die Arbeit aus. Sinnvolle Jobs wird es nur jenseits der herkömmlichen Beschäftigungsfelder geben. In: Die Zeit, 2. Mai 1997.
- Neue Menschenzüchter. Rifkin warnt vor den neuesten Möglichkeiten der Gentechnik: Sie könnten die Menschheit nachhaltig schädigen. In: Die Woche, 9. Oktober 1998.
- The New Capitalism Is About Turning Culture Into Commerce. In: Los Angeles Times, 17. Januar 2000
- Wir werden Kriege um Gene führen. Warum ich gegen die Patentierung des Menschen klage. In: FAZ, 11. April 2000.
- Genetische Diskriminierung. Eine neue Form des sozialen Vorurteils. In: Süddeutsche Zeitung, 29. Juni 2000.
- Was macht euch so ängstlich? Amerikas Kraft ist Amerikas Leitkultur: Eine Anfrage an die Deutschen. In: FAZ, 18. November 2000.
- 24 Stunden geöffnet. Wie schnell sind wir am Ende? In: Süddeutsche Zeitung, 28. Mai 2001.
- Der Islam, der Westen, der schwierige Dialog. In: Süddeutsche Zeitung, 21. November 2001.
- Wasser marsch. In: Frankfurter Allgemeine Zeitung, 26. August 2002.
- Das leuchtende Kaninchen. Die neue Biotechnologie: von der Wissenschaft zur Kunst? In: Süddeutsche Zeitung, 3. Januar 2003.